# Huaca Canto Chico
Huaca Canto Chico es un sitio arqueológico de los asentamientos y representativos del distrito de San Juan de Lurigancho en la ciudad del Lima. Consta de un espacio que oscila los 10,000 m². Actualmente este sitio sigue siendo una importante fuente de estudio para investigaciones sobre la historia de los pobladores de los asentamientos que colindan el distrito y por ende también su identidad. 

## Historia
Alrededor de los años 1470, el ejército cuzqueño al mando del sucesor Inca Titu Cusi Yupanqui, después de invadir y dominar al extenso reino Chimú, tuvo como misión incluir a su naciente imperio a uno de los oráculos más respetados de todos los andes centrales: Pachacamac, cuyos dominios se extendieron desde el valle de Lurín hasta el Rímac y fue entonces que dio paso a constituirse la huaca Canto Chico.  

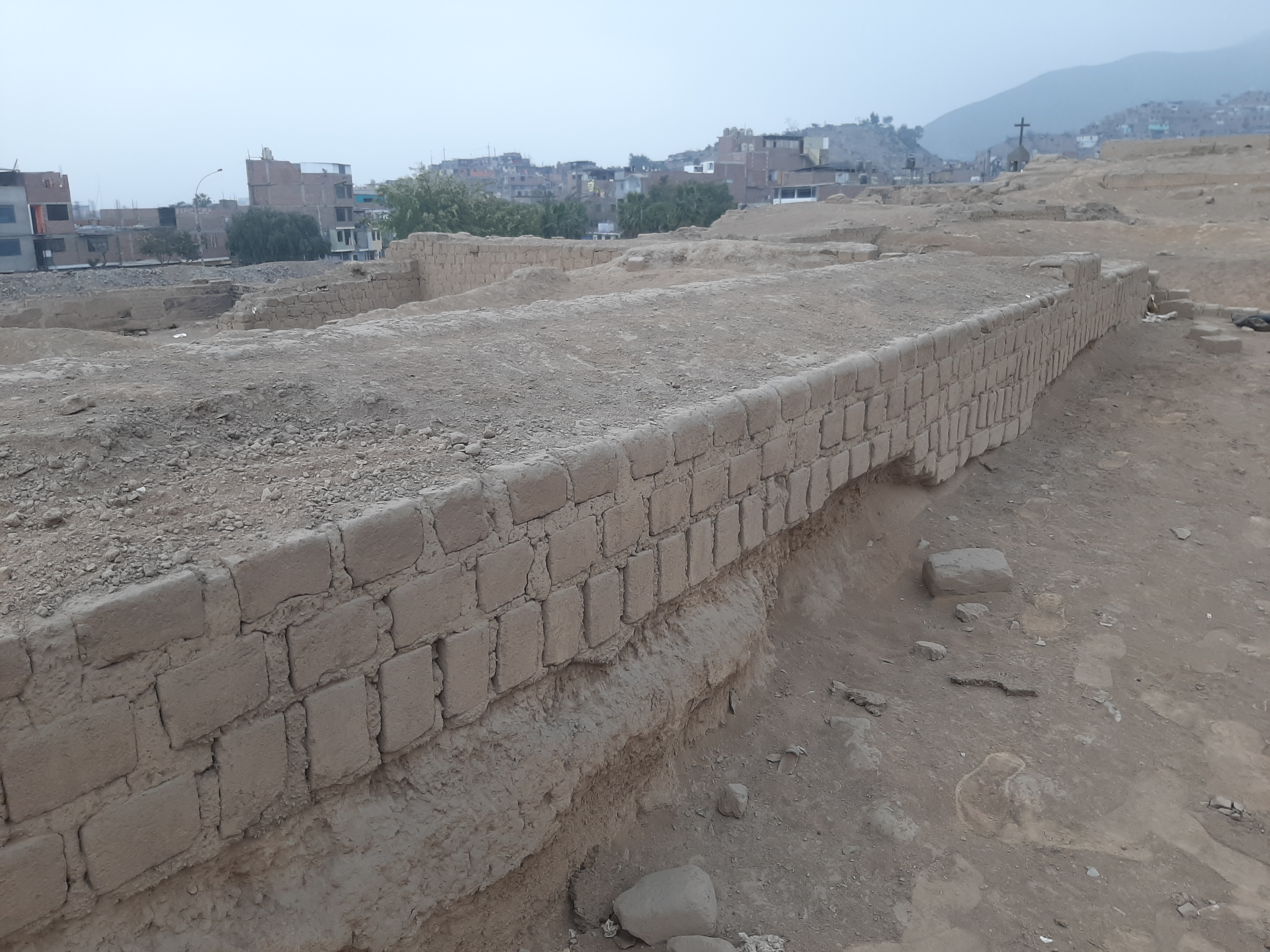
Recintos rectangulares hechos de tapia.

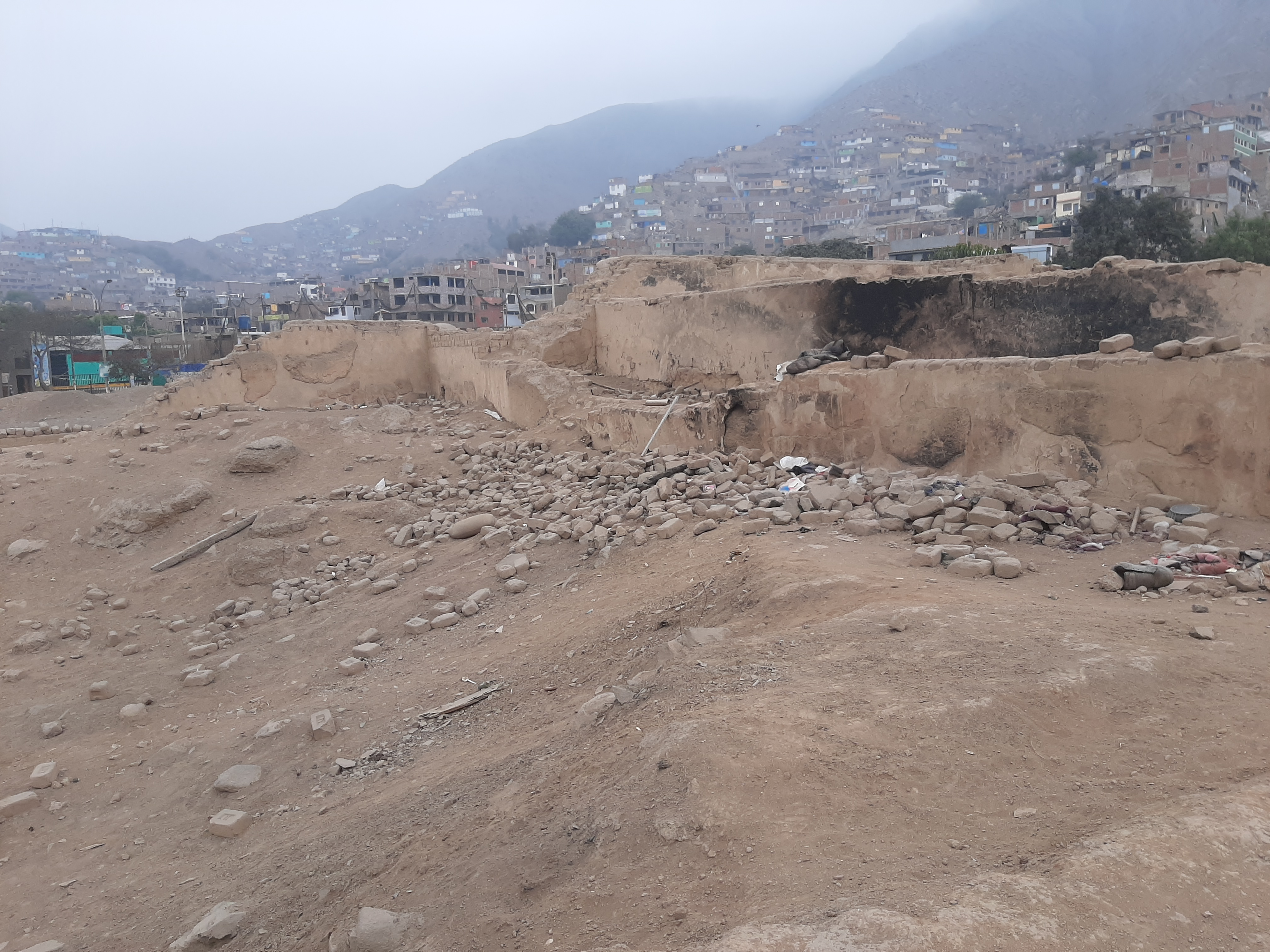
Muros de la huaca.

Gracias a las investigaciones realizadas por el Dr. Rogger Ravines entre el periodo de 1996 – 2000, se llegó a la data de que el sitio arqueológico pertenece a las fases finales del período Intermedio Tardío (1300 d. C) y logra su apogeo durante el Horizonte Tardío (1470 a 1535 d. C), es decir que la mayor parte de la arquitectura que se evidencia deriva de la época Inca. Desde entonces, el imperio Inca se adaptaría y tomaría sus patrones religiosos, culturales y políticos a su nuevo territorio. Asimismo, fue importante la presencia del imperio Inca en el distrito de San Juan Lurigancho, puesto que se manifestó en la alfarería y en otros restos arqueológicos dejados por la cultura. Así también, los santuarios descubiertos en Canto Grande como el de Canto Chico, fueron una clara muestra del fortalecimiento de sus creencias. Por otro lado, se dieron las reformas urbanas y la constitución de los centros administrativos. Por lo tanto, la huaca Canto Chico vendría a ser un importante asentamiento arqueológico ubicado en las faldas del cerro San Jerónimo y además, entre los asentamientos humanos de Sagrado Madero, Arriba Perú y Canto Chico .

## Descripción
Engloba un conjunto residencial constituido por recintos rectangulares hechos de tapia. Asimismo, el centro arqueológico puede dividirse en dos sectores: El sector A es el área de habitación donde se colocaban los abundantes restos de maíz y cerámica; el sector B estuvo constituido por estructuras públicas. Así también, en el lugar se observa un montículo central que se eleva por los gruesos tapiales y en ciertas secciones se aprecian los adobes rectangulares y macizos. Igualmente, los muros constituyen una cadena de espacios en forma rectilínea donde su parte céntrica se eleva en forma escalonada puesto que los rellenos internos le permiten ganar altura.
Por otro lado, para elevar las gruesas paredes ha sido necesario cimentarlas con enormes rocas. No obstante, su extensión originalmente era mucho mayor y en todo su extremo sur disponía de una serie de grandes estructuras y residencias conformado por viviendas aglomeradas sin ningún ordenamiento urbano. Las actividades económicas, según los descubrimientos hallados fueron la ganadería y producción agrícola. Además tuvieron diversos oficios como la metalurgia, textilería y cerámica.

## Estado actual de la huaca

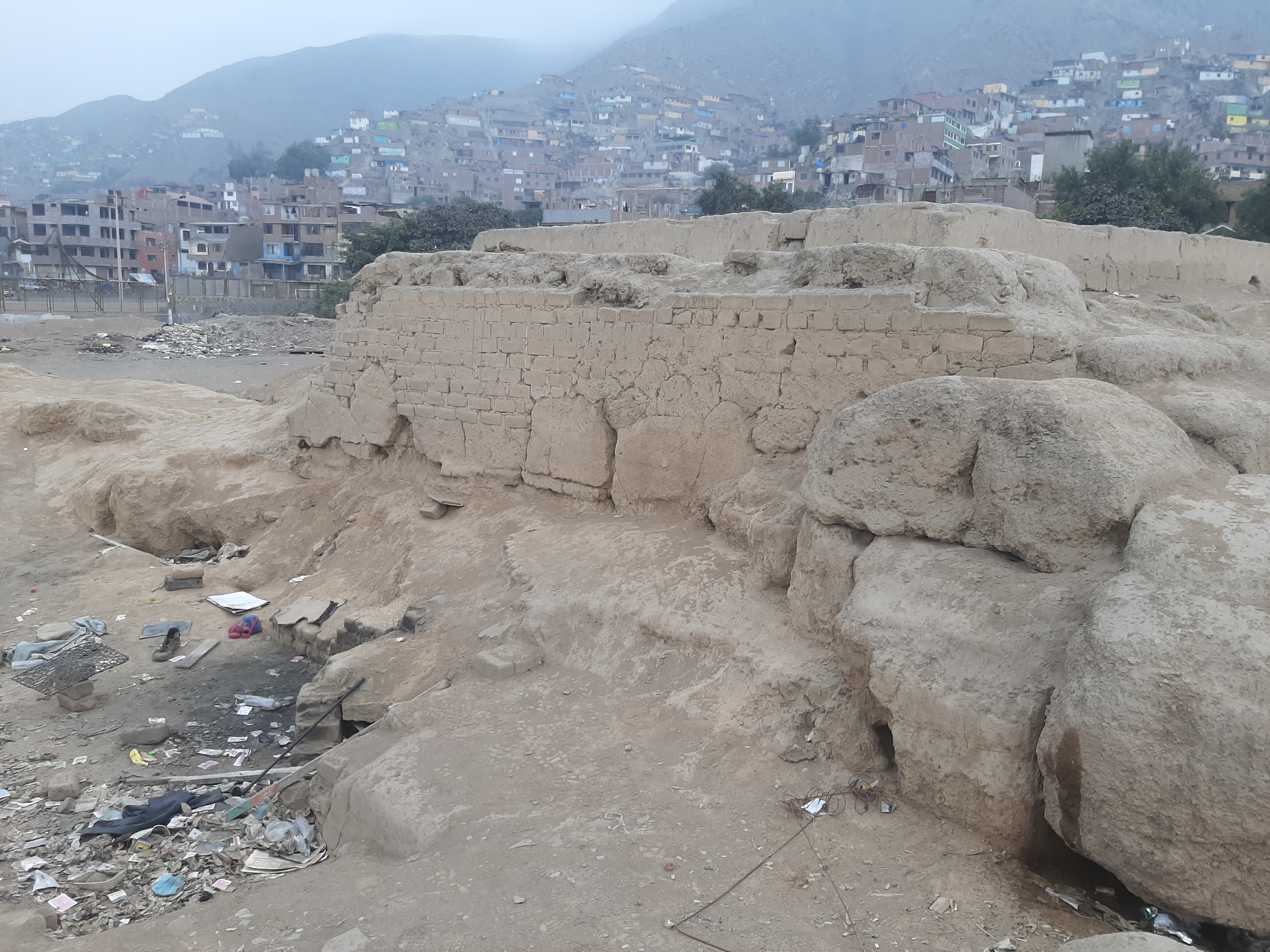
Presenta degradación la huaca por el cúmulo de basura y otros contaminantes.

Con el pasar del tiempo se disminuyó la extensión del sitio arqueológico. La principal razón son las invasiones fueron los asentamientos formados. Es por eso que actualmente son menos de cuatro hectáreas las zonas que se señalaban como protegida. Asimismo, presenta un problema notable en su infraestructura ya que su construcción se ve afectada y a causa de ello, se presentaron colapsos del sitio arqueológico. También cabe hacer mención al clima cambiante del distrito de San Juan de Lurigancho que influye en el estado de la huaca, los grafitis en sus paredes, los residuos contaminantes, la ausencia de carteles informativos y la falta de concientización, entre otros factores son los que vulneran el mantenimiento/conservación de la huaca.

## Cronología
A partir de la línea de tiempo, podemos observar que el sitio arqueológico data del período Intermedio Tardío (1300 d. C) y logra su apogeo durante el Horizonte Tardío 1470 a 1535 d. C.

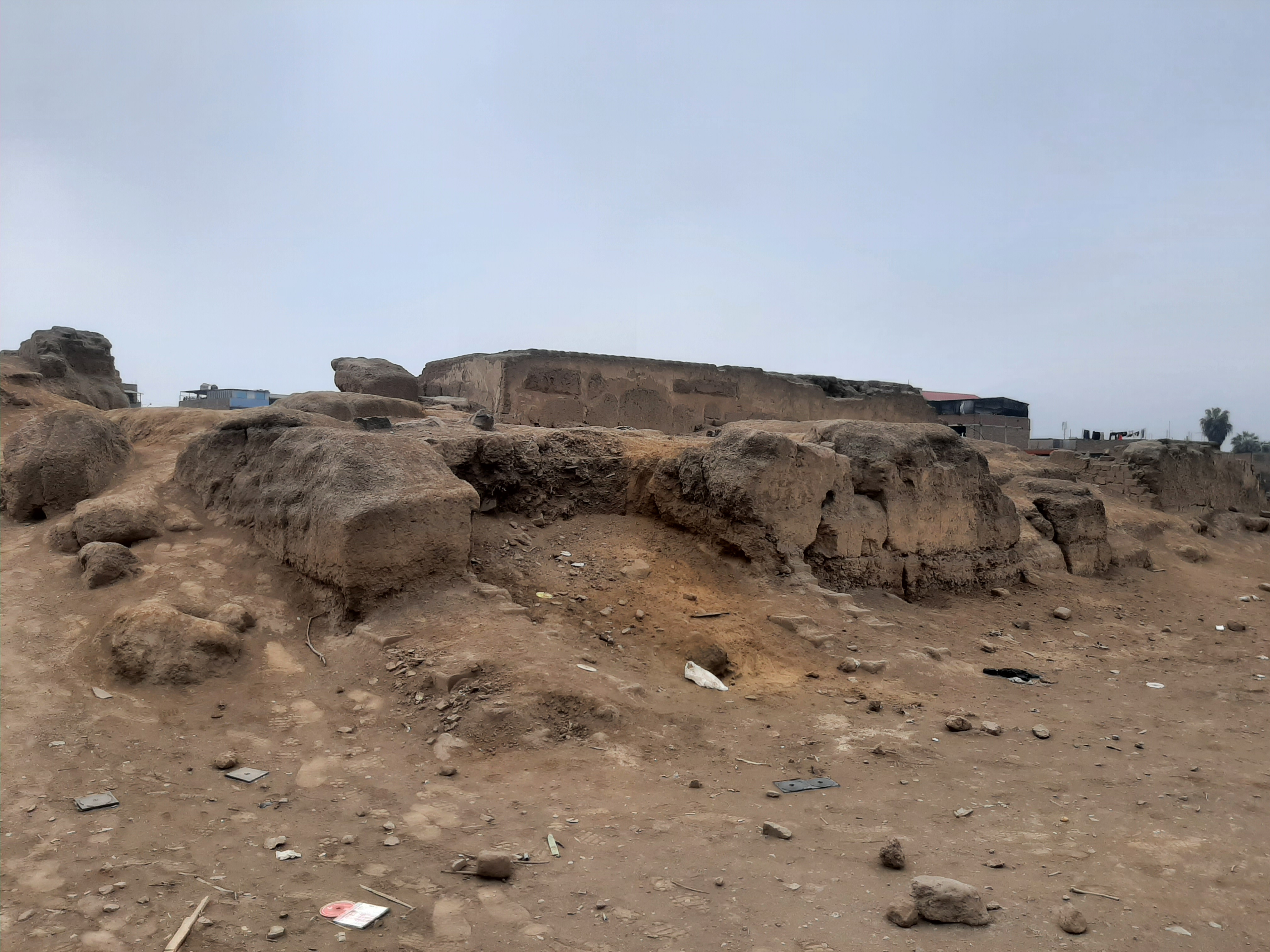
Presenta una forma escalonada.